# Segunda Batalha de Champagne

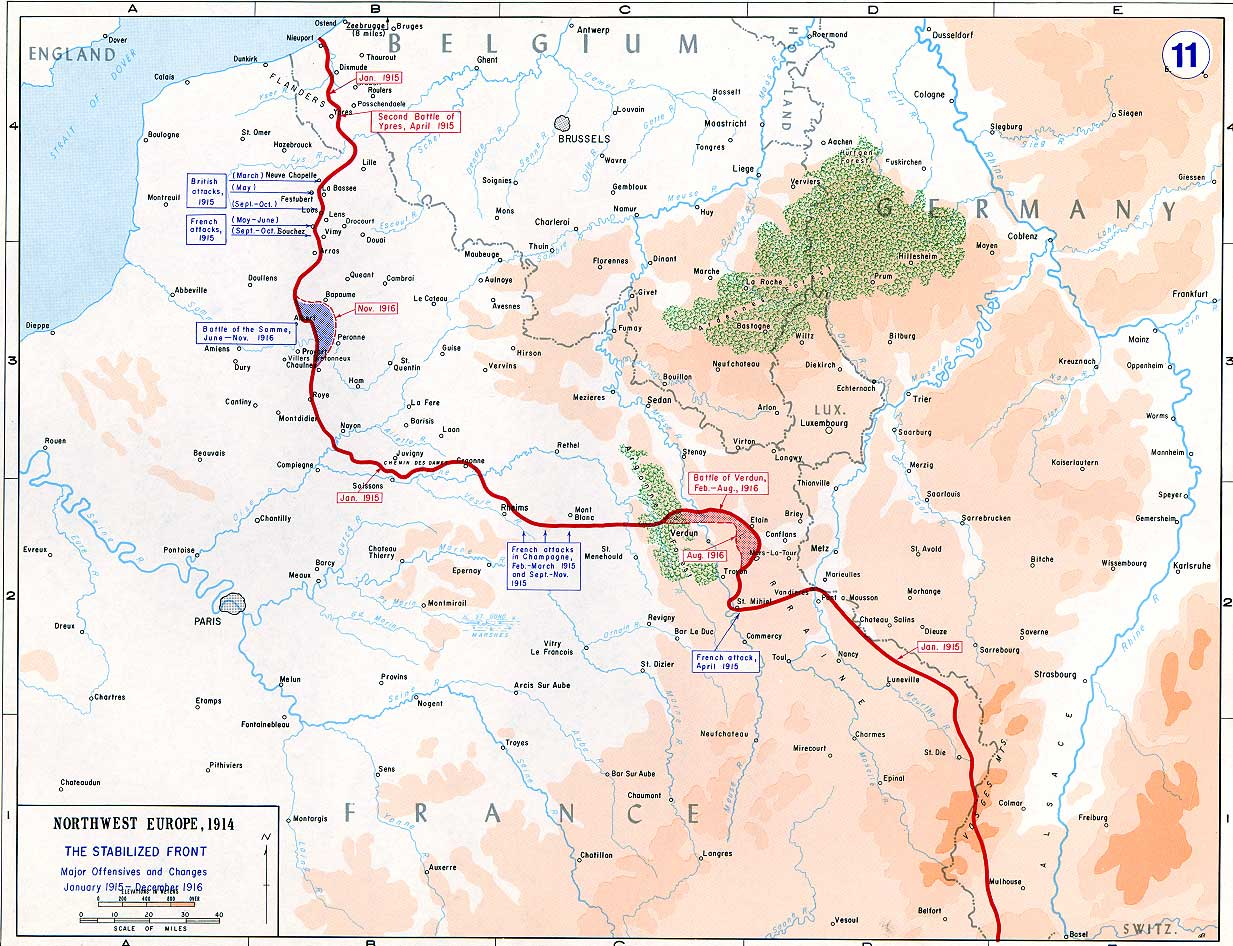
Frente Ocidental na Primeira Guerra Mundial.

A Segunda Batalha de Champagne foi uma batalha ocorrida durante a Primeira Guerra Mundial, entre 25 de setembro a 6 de novembro de 1915, na província de Champagne. O resultado foi desastroso para os franceses, que após algumas ofensivas e contra-ofensivas dos alemães, perderam todos os postos conquistados, além de terem 145 000 homens vitimados, contra a metade de baixas inimigas.

## Batalha
Em 25 de setembro de 1915, vinte divisões do Segundo Exército e do Quarto Exército do Groupe d'armées du Centre (GAC, Grupo do Exército Central), atacaram às 9h15, com cada divisão em um raio de 1 500–2 000 jardas (1 400–1 800 m) frente. Seguiu-se uma segunda linha de sete divisões, com uma divisão de infantaria e seis divisões de cavalaria na reserva. Seis divisões alemãs mantiveram a linha oposta, em uma posição de frente e o R-Stellung (Rückstellung, posição de reserva) mais atrás. Os observadores da artilharia francesa se beneficiaram do bom tempo, mas na noite de 24/25 de setembro, uma forte chuva começou e caiu até o meio-dia.
A posição de frente alemã foi quebrada em quatro lugares e duas das penetrações chegaram até o R-Stellung, onde o arame farpado não cortado impedia os franceses de avançarem mais. Em uma parte da linha, a barragem de artilharia francesa continuou depois que a primeira linha alemã foi tomada, causando baixas francesas. Os franceses fizeram 14 000 prisioneiros e várias armas, mas as baixas francesas também foram altas; os alemães haviam antecipado o ataque francês, tendo sido capazes de assistir aos preparativos franceses do terreno elevado sob seu controle. O principal esforço defensivo alemão foi feito no R-Stellung, atrás do qual o grosso da artilharia de campanha alemã havia sido retirada. Um ataque de apoio do Terceiro Exército Francês no Aisne não tomou terreno. As reservas alemãs, dirigidas por Falkenhayn, preencheram todas as lacunas nas linhas alemãs.
O comandante-em-chefe francês, Joseph Joffre distribuiu duas divisões de reserva para o GAC e ordenou que o Groupe d'armées de l'Est (GAE, Grupo do Exército Oriental) enviasse toda a munição de 75 mm de canhão, exceto 500 tiros por arma, para o Segundo e Quarto exércitos. Em 26 de setembro, os franceses atacaram novamente, fecharam-se contra o R-Stellung em uma frente de 7,5 mi (12,1 km) e se firmaram em um lugar. Outros 2 000 soldados alemães foram capturados, mas ataques contra o R-Stellung de 27 a 29 de setembro, estourou em 28 de setembro. Um contra-ataque alemão no dia seguinte recapturou o solo, a maior parte do qual estava em declive reverso, o que privou a artilharia francesa de observação terrestre; Joffre suspendeu a ofensiva até que mais munição pudesse ser fornecida e ordenou que o terreno capturado fosse consolidado e as unidades de cavalaria retiradas. Os ataques franceses menores contra líderes alemães continuaram de 30 de setembro a 5 de outubro.

## Consequências
O ataque francês perdeu quase 145 000 homens nesta batalha, os alemães 72 000 homens (incluindo 17 500 prisioneiros) e 121 peças de artilharia. No geral, os Aliados perderam quase 240 000 mortos e feridos na batalha de outono em Champagne e na área de Lens, enquanto os alemães perderam 150 000 soldados em ambos os setores. A ofensiva fracassada e as pesadas baixas trazidas em vão levaram a uma crise política interna entre os franceses. O primeiro-ministro Viviani foi substituída pelo mais enérgico Aristide Briand. O marechal Joffre conseguiu manter sua posição avassaladora, mas seu crítico, o general Joseph Gallieni, tornou-se o novo ministro da Guerra. O Comandante-em-Chefe do 4º Exército, General Fernand Louis Langle de Cary, foi substituído em 12 de dezembro pelo general Henri Gouraud.